# 記憶鮮明
『記憶鮮明』（きおくせんめい）は、日渡早紀による日本の漫画作品。および、表題作とする短編集の名前。

## 概要
白泉社文庫版の著者後書きに依れば、転生や記憶にまつわる作品をまとめたシリーズである。ただし、同じ著者の『未来のうてな』、『GLOBAL GARDEN』は同様のテーマを採り上げているが、記憶鮮明シリーズには加えない。この差異を著者は「EPIAの存在有無」であるとしている。
作中に登場するEPIAは、日渡がデビュー前から構想を持っている未発表作品の中心的な舞台であり、そのストーリーの中から一部を切り出したものが『記憶鮮明』であり、シリーズに含まれる作品である。
発表されたシリーズ作品を物語内の時系列順で並べると、以下のようになる。
1. 『ぼくの地球を守って』　　　　　　　S62-H06　1987-1994
2. 『偶然が残すもの －記憶鮮明II－』　　H09　　　 1997
3. 『ぼくの地球を守って』最終話　　　　H06　　　 1994
4. 『ボクを包む月の光』　　　　　　　　H15-H27　2003-2015
5. 『ぼくは地球と歌う』　　　　　　　　H27-　　　2015-
6. 『CIBI-01のYA!YA!YA!』　　　　　　 S62-S63　1987-1988
7. 『記憶鮮明』　　　　　　　　　　　　S59　　　 1984
8. 『そして彼女は両目を塞ぐ』　　　　　S60　　　 1985
9. 『BIRTH －記憶鮮明III－』　　　　　 H11　　　 1999

## 書籍情報
花とゆめcomics版
- 『記憶鮮明』 1985年6月発売 ISBN 978-4592117421
  - 「記憶鮮明」、「そして彼女は両目を塞ぐ」を収録

- 『偶然が残すもの〜記憶鮮明II』 2001年8月発売 ISBN 978-4592177869
  - 「偶然が残すもの〜記憶鮮明II」、「BIRTH〜記憶鮮明III」、「CIBI-01のYA!YA!YA!」を収録

白泉社文庫版
- 『記憶鮮明』 2004年9月発売 ISBN 978-4592882190
  - 「記憶鮮明」、「そして彼女は両目を塞ぐ」、「CIBI-01のYA!YA!YA!」、「偶然が残すもの〜記憶鮮明II」、「BIRTH〜記憶鮮明III」を収録

## 登場人物

### パセリ・モーガン
Parsley Morgan15歳。映画好きであり、スリで生計を立てていた。
クローンたちの証言などから、名作映画はある程度おさえていた様子。
『記憶鮮明』の冒頭で爆破事件に巻き込まれて死亡する。

### パセリ・モーガンのクローンたち
オリジナルのパセリ・モーガンが死ぬ直前に「犯人の顔を見た」と言い残したことから、手掛かりのまったくない爆破事件捜査のためアルフレッド・H・アーボガストの要請でEPIAが制作したクローンたち。
映画好きなところなどはオリジナルのパセリ・モーガンから引き継いでいるが、死後何分後に作られたかなどで記憶の鮮明度が異なるため、性格なども多少異なっている。
ある理由から、3人ともマリリン・モンローに嫌悪感を抱いている。
「記憶鮮明」の事件終了後は、3人ともアーボガストが身元を引き取り、共にニューヨークで暮らすようになる。「そして彼女は両目を塞ぐ」ではEPIAでの研修を受けたがイングリッドとオードリーは途中で止めたということが語られている。また、「そして彼女は両目を塞ぐ」では3人の髪形などに差異が現れている。
イングリット (Ingird)
最初に作られたパセリ・モーガンのクローン。
これまでこういう捜査で作られたクローンが処分されたことを知ると、一番に警察署から出ていった。パセリ・モーガンの死の真相を知るために、警察署へと戻ってくる。
ジョジョと面会した時に3人ともパセリ・モーガンでは呼びにくいからレタスなどに改名しないかと言われ、自分で付けた名前は、イングリッド・バーグマンから。以下の2人も同様。
オードリー (Audrey)
2番目に作られたパセリ・モーガンのクローン。
イングリットに続いて警察署から出ていった。パセリ・モーガンの死の真相を知るために、警察署へと戻ってくる。
名前は、オードリー・ヘプバーンから。
エリザベス（リズ） (Lizzie)
3番目に作られたパセリ・モーガンのクローン。
イングリットとオードリーが警察署から出て行った際には、ただ一人残って協力を申し出た。
名前は、エリザベス・テイラーから。愛称もエリザベス・テイラーと同じく「リズ」や「リジー」。

### 警察関係者
アルフレッド・H・アーボガスト (Alfred H Arbogast)
ニューヨーク市警の刑事。死後何分にクローニングするかで記憶の正確さが違ってくるという予備知識も無しに爆死した目撃者パセリ・モーガンのクローンを作り、自身のことは棚の上にEPIAに文句を言いに行ってその迂闊さを逆に突かれてしまう。『記憶鮮明』の事件終了後はクローン3人をまとめて引き取る。また、その際にパセリ・モーガン（オリジナル）を「2番目の女房」と称した上で墓参りをしている。
それは亡くなったオリジナルの彼女を、娘として引き取る事になるクローンらの母＝自分の妻として敬意を払う行動であると受け取れる描写となっている。実際にはクローンを引き取ることになった際に「2番目の女房の墓参りに行く」と言ってその場を退出しているだけで名言はされていない

### EPIA関係者
レイモンド・ヴィジョン (Raymond Vision)
EPIAの博士。
記憶鮮明シリーズのほとんどの作品に登場する。容姿のほか、「天才」「人を食った性格」や「EPIAの科学者」という設定は共通している。
16歳のときに自律型ロボットのCIBI-01を妹・キャサリンのために製造した。
『偶然が残すもの』では、ミネ・ヤザワの研修試験（Off the Job Training オフ・ザ・ジョブ・トレーニング）と超能力者勧誘のために、ミネ・ヤザワとパメラ・S・リヴァティとともに来日。薬師丸未来路と出会ったために遅れたミネとパメラに待ちぼうけを喰らっている。
『ボクを包む月の光』では、EPIAに現れた奇妙な少年に興味を持ち始めている。その後、EPIAにESP因子を持つ子供を勧誘することに、これまで以上に熱意と執念を持つようになる。彼自身は「パラダイス・プロジェクト」「次世代を担う子供達の為の楽園」等と発言しているが、詳細は不明。ピラミッド型のある物を解析しようとしてマザーがダウンしたため、降格されてしまう。
『CIBI-01のYA!YA!YA!』では、CIBI-01を制作したことやキャサリン・ヴィジョンという妹がいることなどが明かされている。また、パメラが密かに撮影したシャワーシーンの写真がEPIA内で販売しており、パメラはそれなりに儲かったようである。
『記憶鮮明』では、パセリ・モーガンのクローンの証言がいい加減なことに文句を言ってきたアルフレッド・H・アーボガストを一喝、理詰めによって黙らせている。アーボガストの調べる事件が超能力者による可能性が高いと見ると、ジョジョ・シュミットを派遣する。事件の解決後に、パセリ・モーガンのクローンたちや犯人をエスパーとしてEPIAにスカウトするため、アーボガストの前に現れる。
『そして彼女は両目を塞ぐ』では、前作で得た信頼からか、アルフレッド・H・アーボガストからの事件捜査依頼を受けている。はじめは直属の部下であるタツヤ・F・コルトバードに事件を担当させようとしたが、事件の関係者がジョジョ・シュミットの知人であったため、ジョジョを向わせる。
ジョジョ・シュミット  (JoJo Schmit)
『記憶鮮明』で事件を担当する超能力者。映画ファンであり、初対面の相手にはルーカス、スピルバーグなどと呼んでくれるように頼んでいるが、実現はしていない。
『そして彼女は両目を塞ぐ』の最後で、アーボガストに結婚の許可をもらいに行くことをリズに告げている。
CIBI-01
レイモンドが16歳の時に妹のために製作した自律型ロボット。太さの異なる円柱、円盤を重ねたような胴体に、腕、厚みのある円盤状の頭部を持つ。移動は底面の車輪か何かで行い、歩行は行えない。胴体部分には大人がしゃがみこんで入れるくらいの体積がある。
同型機が量産されているようであり、EPIAでの受付業務や、関係者の家庭内で使用されている。

## 用語
EPIA
国際連邦科学情報局。
本部はアメリカ合衆国ボストンにある。
ESP（超能力）の研究を行う部局もある。

### ESP
瞬間移動（テレポート）
本作においては、四次元、または五次元を経路として移動する能力とされており、「そして彼女は両目を塞ぐ」内でリタワッヒ博士が解説を行っている。程度の違いはあれども三次元空間と高次元空間では時間の流れに差異があり、瞬間移動を多用し過ぎると身体内外の時間経過に差異が生じ健康上の問題が発生する。
4DT（フォーディーティー）
四次元空間を移動する瞬間移動。移動中、三次元のものが静止した状態で見える。停止した世界を歩いて（走って）移動することになるため長距離の瞬間移動には不向き。後述の5DTに比べると瞬間移動者の肉体的な時間経過は多目。
5DT（ファイブディーティー）
五次元空間を移動する瞬間移動。周囲は闇で何も見えず、移動先となる目的地のみが光る出口として見える。瞬間移動者はその「光る出口」めがけて走ることになる。また、瞬間移動先を移動者が把握しておく必要があるため、遠方透視（千里眼）能力を併せ持っていない場合は使用が困難。
念動力（サイコキネシス）
物を動かす力。応用によっては物質の質量の軽減、増加も行える。
精神感応能力（テレパシー）
他者の思考を読み取ることができる。逆に他者に送り込むこともできる。これを防止するイヤリング状の装置も市販され、普及している。
遠方透視（千里眼）
遠く離れた場所、人の状況を認識することができる。
サイコメトリー
物体に残る人の強い残留思念を読み取ることができる。パセリ・モーガンは幽体離脱した爆破犯人の思念を通し、爆破犯人の衣装を読み取る、肉体の居場所を突き止めるという高度な能力を発揮した。
サイコトランスファー
幽体離脱を行い、他者の精神と同化し、視覚や聴覚を共有する。

## 『記憶鮮明』
『記憶鮮明』（きおくせんめい）はシリーズの一作目であり、『花とゆめ』（白泉社）にて1984年11号から同年13号まで連載された。

### 『記憶鮮明』のあらすじ
20XX年。ニューヨークでは連続爆破事件が発生していた。目撃者無し、爆発物などの遺留品無しの難事件であったが、ただ一人だけ犯人を目撃したという言葉を残して死んだ少女パセリ・モーガンがいた。
パセリ・モーガンの目撃証言を取るために、刑事のアーボガストはEPIAに遺体からのクローン人間の製造を依頼する。しかし、クローンから得られた証言はいい加減なものだった。更に2人のクローン人間を製造させてみたものの、結果は同じ……むしろ悪化していた。パセリ･モーガンが事故に遭う直前に観た古い映画の内容と混ざった証言しか得られなかった。アーボガストはEPIAに怒鳴り込むものの、EPIAのレイモンド・ヴィジョン博士は記憶が失われているのは当然のことと意に介さない。
捜査協力のために、EPIAのESPセクションから、エスパーのジョジョ・シュミットが派遣されることになった。起爆装置や火薬類といった爆発物の遺留品が無いこと、犯人が目撃されていないこと、爆破された場所が全て「エスパーお断り」の看板を掲げていたことを理由に挙げ、ジョジョは事件の犯人がエスパーであることを主張した。アーボガストは、パセリ・モーガンの目撃証言を信じ、犯人が現場に居なかった=エスパー説を否定する。パセリ・モーガンの証言を不審に思ったジョジョは、クローン3人に面会に行くのだが、捜査のために製造されたクローン人間が過去の例では「処分」されたことを話してしまい、クローン3人の中のイングリッドとオードリーは逃走、最後に製造されたエリザベス（リズ）だけが捜査に協力すると残った。
リズの思い出す内容は映画のシーンばかり、行き詰まってたリズをジョジョは食事に連れ出す。途中で出会ったマリリン・モンロー似のメリンダやマリリン・モンローの看板に不快感を現すリズ。その頃、犯人からニューヨーク市警に犯行予告の電話がかかってくる。逆探知に成功し電話の発信場所に警官隊が駆けつけたものの、犯人は警官隊の目の前で瞬間移動を行い、逃亡した。また、イングリッドとオードリーも自主的にニューヨーク市警に戻ってきていた。「脳裏でマリリン・モンローが嘲る」と。クローン3人に共通する「マリリン・モンロー」に、今度はジョジョがパセリ・モーガンは犯人を目撃していたことを主張する。犯人を捕まえたい、真実を知りたいというクローン3人の想いをアーボガストも認め、犯行予告のされたセントラル・パークでのライヴコンサート（エスパーお断り）の張り込みに参加する。
ライヴ開催中にクローン3人は「何か」を感じ、「あの向こうに犯人がいる」と瞬間移動した。そこにはマリリン・モンローが大きく描かれたTシャツを着た男が……

### 『記憶鮮明』の登場人物
チャーリィ
アーボガストの部下の刑事。
メリンダ・ソワレ (Melinda Soiree)
EPIAでジョジョの同僚。ジョジョと共に『記憶鮮明』の事件に派遣される予定だったが別件を担当することになる。
ジョジョの評では誰にでも好かれるタイプ。リズはマリリン・モンローに似ていると指摘した。
ミネ・ヤザワ (Minne Yazawa)

## そして彼女は両目を塞ぐ
『そして彼女は両目を塞ぐ』（そしてかのじょはりょうめをふさぐ）は、『別冊花とゆめ』（白泉社）1985年春の号に掲載された。

### 『そして彼女は両目を塞ぐ』のあらすじ
爆破事件解決の後、クローン3人はESPの才能を認められ、EPIAの研修を受けた。イングリッドとオードリーは研修を途中で止めたが、エリザベス（リズ）だけは続けていた。ニューヨークのアーボガスト宅からボストンのEPIAまで通学するのも何だというので、リズはジョジョとの同居を決める。
仕事で帰宅できないジョジョを待つ寂しさに耐えきれなくなったリズはニューヨークへ帰ろうとするが、そこでナンシーに呼び止められナンシーと同居することになる。ナンシーはS級のエスパーであったがEPIAのESPセクションには勤めておらず、まだ自分がエスパーとは打ち明けていないが一般人の恋人マイケルがいた。
しばらくして、ニューヨークのホテルでマイケルの上司であるブライアンが刺殺死体として発見される。ホテルの監視カメラにはブライアンの宿泊する部屋に出入りしたコートを着てサングラスをした女の姿が映っていた。そして、ナンシーは自分がやったと凶器と犯行時に着ていたコート、サングラスといった証拠品と共にニューヨーク市警に出頭した。リズは犯行当日はナンシーといっしょに寝ていたと主張するが、瞬間移動もできるナンシーのアリバイにはならない。リズとジョジョはマイケルを訪れる。マイケルは何故ナンシーが捕まるのか困惑していた。どうして凶器やコートも無くなっているのか、ウィッグだけは残っているのに……と。そして、マイケルも警察に出頭する。
アーボガストの下、マイケルとナンシーとで事件現場の再現を行うが、ナンシーは「両手で襟を押さえて俯き加減に歩く」という目撃証言通りの行動が出来なかった。サングラスが大きくて落ちてしまうのだった。夢の中でサイコトランスファーを行いマイケルの犯行を知ったナンシーは、マイケルを救うために行動したのだった。

### 『そして彼女は両目を塞ぐ』の登場人物
リタワッヒ
EPIAの博士。リズたちに瞬間移動について講義を行う。「記憶鮮明」にも名前のみ登場している。
タツヤ・F・コルトバード
ジョジョの同僚。レイモンドの部下。自称、プレイボーイ。リズとの関係に悩むジョジョの恋愛相談に乗る。
ナンシー・B・アレン
ジョジョのアパートの隣に住む女性。ジョジョとの恋愛に悩むリズの話を聞くうちに、友人となる。
S級のエスパーであるが、EPIAには入っていない。
マイケル・デ・パレーマ
ナンシーの恋人。ノーマル（非エスパー）。ナンシーがエスパーであることは知らない。
ブライアン・ヒル
マイケルの上司。ボストンのKB社の振興部部長。ニューヨークのホテルで刺殺体となって発見される。

## CIBI-01のYA!YA!YA!
『CIBI-01のYA!YA!YA!』（チビゼロワンのヤヤヤ）は、『花とゆめEPO』（白泉社）1987年3月号と1988年7月号に掲載された。

### 『CIBI-01のYA!YA!YA!』のあらすじ
キャサリンのヌードを何とか覗こうとするタツヤたちはソルの提案でCIBI-01を利用することにした。3人はキャサリンの命に係わるからとCIBI-01に入浴中のキャサリンを撮影することを命じた。それを聞いてたパメラがキャサリンに忠告。CIBI-01も自身の判断で、それは許されないことと認識した。CIBI-01からのブロードキャストを待ち受ける3人はレイモンドのシャワーシーンを目撃してしまう。その後、EPIA内で密かに自分のシャワーシーン写真が販売されていることを知ったレイモンドは……
懲りない3人は、今度は自分らがCIBIになることを思いつく。前回の写真販売で一儲けできたパメラが協力して、キャサリンの家のCIBI-01とパメラの家のCIBIを1日交換することになった。交換されたCIBIの中にはタツヤが入っている。目論見通りにキャサリンのナマ着替えを見ることができたタツヤは思わず鼻血を流し、今回の企みもレイモンドに発覚してしまう。

### 『CIBI-01のYA!YA!YA!』の登場人物
キャサリン・ヴィジョン
レイモンドの妹。
タツヤ・F・コルトバード、ミネ・ヤザワ、ソル・マックヴィー
キャサリンのヌードを覗こうとする3人組。タツヤが主犯。ミネが煽り役。ソルが計画担当。
パメラ・S・リヴァティ
キャサリンの友人。

## 『偶然が残すもの』
『花とゆめ』1997年15号から同年17号に連載された。また『別冊花とゆめ』2003年9月号に再掲されている。
『ぼくの地球を守って』の後日談。『ぼくの地球を守って』本編の2年後を描く。なお、『ぼくの地球を守って』最終話は『偶然が残すもの』より未来の時系列となる。

### 『偶然が残すもの』のあらすじ
薬師丸未来路はエスパーであったが、それ故に遺伝上の母親から疎まれ、京都の薬師丸家の養子となって育った。未来路は、養母であり代理母でもある薬師丸顕子に対して恋愛感情を抱いてしまい、それを整理するために東京で独り暮らしを始めた。
ある夜、マンションのベランダで物思いにふけりながら缶ビールを飲んでいた未来路だったが、缶ビールを取り落としてしまう。缶は下を歩いていた青年の頭に落下。外傷は無かったものの、青年は記憶を失っていた。青年の持っていたフロッピーディスクには謎のメッセージがあり、それに従って未来路と青年は行動する。次々と指定の行動を取って行ったが、深夜のビルの屋上から隣のビルの屋上に飛び移るといった常人（非エスパー）には実行できないような行動指示になっていく。最後に指定された東京タワーの特別展望台では女性が待っていた。女性は青年を「美音」と呼び、約束通りに1人で来なかった事、時間切れを責め、人質は死んだと告げた。
未来路はESPで女性に攻撃をしかけ、女性はESPの「シールド」で防御するも、未来路の余りの強力な力に成層圏まで吹き飛ばされる。成層圏から自由落下しながら、未来路の過去を接触テレパスで読んだ女性（パメラ）は自身も親に捨てられた子供であったこと、未来路が忌諱するESPの力の肯定、「未来路」という名前の肯定を告げる。
未来路はパメラの所属するEPIAへの招集に応えることをほのめかし、パメラを安全な場所にテレポートさせた。

### 『偶然が残すもの』の登場人物
薬師丸未来路（やくしまる みくろ）
大学生だが休学中。代理母かつ養母である薬師丸顕子への感情を整理するため、実家の京都を離れ、東京で独り暮らしを始める。
かなり高度な能力を持つエスパーで、EPIAからはたびたび勧誘がある。
美音・ヤザワ（みね やざわ）
未来路がマンションのベランダから落とした缶が当たって記憶喪失になった青年。暫定的にゴンベと自称する。
EPIAのOff-JT(Off the Job Training)を受けていたエスパーだった。本作では「美音」とだけ呼ばれている。
なお、Off-JTは落第となった。
パメラ・S・リヴァティ
美音のOff-JTのトレーナー。自由の女神像の下に捨てられていた過去を持つ。
後に『ボクを包む月の光』の主要人物である薬師丸日路子の実母となる。
本作では「パメラ」とだけ呼ばれている。
笠間春彦（かさま はるひこ）
未来路の数少ない東京での知人。『ぼくの地球を守って』の主要人物の1人。
坂口亜梨子（さかぐち ありす）、小林蓮（こばやし れん）
『ぼくの地球を守って』の主人公。春彦の持っていた写真にのみ登場。
薬師丸顕子（やくしまる あきこ）
未来路の代理母かつ養母。ESPの素質があったため、EPIAにて代理母出産を行った。
絹小町ともこ（きぬこまち ともこ）
未来路の幼馴染兼、偽装彼女。
レイモンド・ヴィジョン
美音、パメラの上司。本作では「レイ」とだけ呼ばれている。
薬師丸北斗（やくしまる ほくと）
未来路の異母兄（顕子の実子）。『ぼくの地球を守って』の登場人物。本作では名前のみ他の登場人物から語られている。後に『ボクを包む月の光』の主要人物である薬師丸日路子（やくしまる かちこ）の養父となる。

## 『BIRTH』
『花とゆめ』1999年9号に掲載された。

### 『BIRTH』のあらすじ
ヴァスは、人口1億のこの星の住人によくある記憶障害があり過去のことを覚えていなかったが、身分証もあり住民登録もされていたため、何一つ不自由なく暮らしていた。しかし、ヴァスは、ある夜から毎晩のように婚約者のある女性「ライカ」と恋に落ち、駆け落ちの約束をした夢を見る。駆け落ちを約束したホテルが実在することを知ったヴァスは、辺鄙な雪国にあるそのホテルを訪れた。
ホテルの支配人は、ヴァスの事は知らないが事情は良く知っており、「サザム」という名乗っていないヴァスの本名でさえも知っていた。そして、ヴァスはホテルで待っていた「ライカ」と名乗る女性と一夜を共にし、真実を打ち明けられる。
80年前におきた星間戦争で、かれらの母星シアも植民星も壊滅状態になった。母星シアからとても遠い移民星であったこの星は戦禍を免れたが、当時の住民はわずかに300人（その内、女性は100人以下）。彼らの選択した方法は、クローン人間の作成だった。当時の技術でクローン人間の肉体の作成は問題なく行えたが、記憶の再生には難があった。しかし、それを逆手にとって、状況を作り上げることでクローン人間たちは記憶が無いことを不思議にも思わず、生き延びるために誰もが必死に働くようになった。しかし、稀にオリジナルの人物の記憶の一部だけを思い出すクローン人間がいる。ヴァスのように。
「ライカ」もまた、オリジナルのライカから作られたクローン人間であり、ホテルを訪れてくる様々なサザムたちに説明を行う仕事を国から強制されていたのだった。
ヴァスは、他の多くのサザムたちがそうしたように絶望した。事情を知っているホテルの支配人から拳銃を渡されたヴァスは1人で雪の中へ出て行った。
翌朝、ホテルに戻ってきたヴァスは「ライカ」に拳銃を突きつける。
数日後、別の「サザム」がホテルを訪れてきたが、支配人は「サザム」が捜している「ライカ」が今はいないことを告げる。